# 董封戏台
35°34′50″N 111°38′16″E / 35.58056°N 111.63778°E
董封戏台位于中国山西省绛县安峪镇董封村，原为泰山庙内建筑，现庙已毁，仅存戏台，2006年被列为第六批全国重点文物保护单位。
戏台建于明万历四十年（1612年），清嘉庆四年（1799年）增建三面观抱厦。戏台坐南朝北，分前台和后台，台基高0.9米，砖砌，石条压面。面阔进深各三间，建筑面积102.4平方米，单檐歇山顶。斗栱为五铺作双下昂，梁架结构为四椽栿通檐用三柱。